# Marché-Allouarde
Marché-Allouarde (picardisch: Marché-Aloèrde) ist eine nordfranzösische Gemeinde mit 50 Einwohnern (Stand 1. Januar 2022) im Département Somme in der Region Hauts-de-France. Die Gemeinde liegt im Arrondissement Montdidier und gehört zum Kanton Roye.

## Geographie
Der mit Rethonvillers fast zusammengewachsene Ort liegt rund 8 km nordöstlich von Roye östlich der Départementsstraße D930 von Roye nach Nesle.

## Geschichte
Die Gemeinde erhielt als Auszeichnung das Croix de guerre 1914–1918.

## Einwohner
| 1962 | 1968 | 1975 | 1982 | 1990 | 1999 | 2006 | 2010 |
| ---- | ---- | ---- | ---- | ---- | ---- | ---- | ---- |
| 63   | 70   | 64   | 50   | 60   | 77   | 73   | 71   |

## Verwaltung
Bürgermeister (maire) ist seit 2001 Hugues Ducatelle.